# Tyrone Nash
Tyrone Sidney Nash (Queens, 24 settembre 1988) è un cestista statunitense.